# Futaba Channel
 (novembre 2023).
Ne doit pas être confondu avec 2channel.
Futaba Channel (ふたば☆ちゃんねる, Futaba Channeru), abrégé Futaba ou 2chan, est un forum internet basé au Japon. Futaba est un forum célèbre de partages japonais d'images dans la culture otaku et underground. Les utilisateurs du site Web peuvent téléverser des photos et discuter d'une grande variété de sujets, allant des problèmes personnels quotidiens au sport, en passant par le ramen, l'otaku et la culture underground.

## Origine
Futaba Channel a été lancé le 30 août 2001, en tant que refuge des utilisateurs de 2channel lorsque le site est menacé de fermeture. Le site de partage 4chan est basé sur Futaba.

## Concept
Futaba Channel consiste en 60 forums de partage (dont 3 sont des boards de type oekaki) et en 40 forums de discussion, exposant plusieurs sujets comme la malbouffe, les sports, le ramen et la pornographie. Il existe également un endroit dans lequel les utilisateurs peuvent télécharger d'autres fichiers que des images.

## Culture
Futaba a répandu un nombre de blagues et personnages visuels étranges ; les OS-tans serait l'un de ces mèmes qui s'est étendu dans la culture asiatique. Certains de ces personnages sur Futaba Channel sont incarnés dans la vraie vie sous forme de jouets, figurines, poupées et images imprimées sur des oreillers. De telles icônes sont généralement fabriquées et distribuées par des groupes et artisans dōjin.
Les utilisateurs non-japonais réfèrent Futaba Channel sous le nom de 2chan, à cause de l'adresse du site. Pour éviter toute confusion, les mots Futaba et 2chan sont souvent utilisés.